# Huang Wenhai
Huang Wenhai (黄文海) est un cinéaste documentaire chinois né en 1971 dans la province du Hunan. Ancien journaliste à la télévision centrale (CCTV), il est devenu l'une des figures du documentaire indépendant en Chine depuis 2001. Exilé à Hong Kong depuis 2013, il se distingue par ses films engagés centrés sur les travailleurs migrants, la société civile et les voix dissidentes.

## Biographie
Né en 1971 dans le Hunan, Huang a suivi une formation à la Beijing Film Academy, l'une des écoles de cinéma les plus renommées de Chine. Diplômé à la fin des années 1990, il rejoint la télévision nationale CCTV, où il travaille en tant que journaliste-réalisateur au département des affaires sociales. Il y réalise plusieurs documentaires institutionnels, notamment Daheyan (大河沿), qui reçoit un prix dans le cadre d’un concours national interne à la télévision.
Il est également  cameraman sur les films de Wang Bing Crude Oil et Les Trois Sœurs du Yunnan. En 2017, réalise le film We the Workers et collabore avec Ai Weiwei sur Human Flow.

## We the Workers(2017)
Tourné de 2009 à 2015 dans les provinces industrielles du sud, We the Workers suit des juristes et militants aidant des ouvriers migrants à négocier salaires et conditions de travail. Le documentaire révèle la naissance d’une conscience de classe face aux pressions patronales et policières,,.
- Première mondiale : Festival de Rotterdam 2017[5].
- Grand prix du festival « Filmer le travail » (Poitiers) en 2018[5].
- Grand prix Filmer le travail 2018.